# ششدار
تفرجگاه ششدار یا یکی از شاخص‌ترین تفریحگاه‌های جنگلی شهر ایلام است. که از طبیعت بسیار زیبایی برخوردار است بسیاری از مردم این استان برای گذارندن اوقات فراغت به این منطقه سفر می‌کنند 

## مکان
این تفریحگاه در ۵ کیلومتری شهر ایلام و در کنار کوه قلاقیران (نماد شهر ایلام و نماد تفریحگاه ششدار) در مسیر جاده ایلام–کرمانشاه و در نزدیکی شهر چوار واقع شده‌است.